# 化学发光

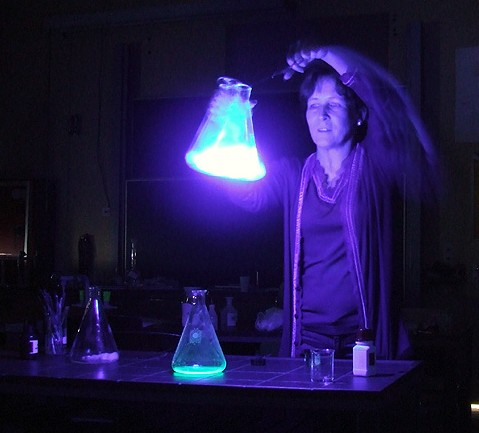
在錐形瓶內產生著的化學發光反應。

化学发光（英語：Chemiluminescence），是化学反应過程中釋放出來的能量激發發光物質所產生的冷发光現象。以反应物A和B为例，如果存在处于激发态的反应中间体◊，那么：
[A] + [B] → [◊] → [产物] + 光
再例如，如果[A]是鲁米诺，而[B]是过氧化氢，那么在适宜的催化剂存在下：
鲁米诺 + H2O2 → 3-APA[◊] → 3-APA + 光
（3-APA=3-氨基邻苯二甲酸，处于激发态。在它转化为基态的过程中，能量以光能的形式释放）
化学物质在由激发态回到低能级态的过程中释放光能。理论上，在跃迁回基态的过程中，一个分子应当释放一个光子，即每摩尔释放阿伏伽德罗常数个光子。但事实上非酶催化的反应很少有超过1%QC（量子效率）的。
常见的化学发光例子包括鲁米诺对血迹的检测，其原理参见鲁米诺#化学发光；吖啶酯，三联吡啶钌。
商用的一氧化氮浓度检测器也是基于化学发光。臭氧与一氧化氮结合形成激发态的二氧化氮
NO+O3  → NO2[◊]+ O2
激发态的NO2[◊跃迁回基态时发光光谱很宽，从可见光到红外线。一个光电倍增管与相关的电子部件对光子计数，其结果正比于一氧化氮浓度。检测二氧化氮时，样品气体（不含NO）中的NO2首先被转化为NO，然后再与臭氧反应。检测一氧化氮与二氧化氮混合气体时，分两种处理：把样品气体中的二氧化氮转化为NO，然后与臭氧反应测出NO浓度；样品气体中的二氧化氮不转化为NO，直接与臭氧反应测出样品气体原有NO浓度。